# Tadarida aegyptiaca
Tadarida aegyptiaca är en fladdermusart som först beskrevs av E. Geoffroy 1818.  Tadarida aegyptiaca ingår i släktet Tadarida och familjen veckläppade fladdermöss. IUCN kategoriserar arten globalt som livskraftig. Inga underarter finns listade i Catalogue of Life.

## Utseende
Arten når en kroppslängd (huvud och bål) av 104 till 120 mm, en svanslängd av 41 till 46 mm, en underarmlängd av 47 till 56 mm och en vingspann av cirka 355 mm. Vikten varierar mellan 11 och 20,5 g och honor är allmänt lite tyngre än hanar. Huvudet kännetecknas av stora framåtriktade spetsiga öron. Öronen är inte sammanlänkade på hjässan vad som skiljer Tadarida aegyptiaca från nästan alla andra medlemmar i släktet Tadarida. Annars har bara Tadarida brasiliensis separerade öron, men den förekommer i Amerika.

## Utbredning och habitat
Tadarida aegyptiaca beskrevs efter en individ från Egypten men där förekommer arten bara i en mindre region vid norra Röda havet. De största populationerna hittas i södra Afrika från Zambia till Sydafrika och i västra Indien samt östra Pakistan. Dessutom förekommer avskilda populationer i Algeriet, södra Kenya, västra Angola och nordvästra Namibia, på Arabiska halvön, i södra Iran, i Afghanistan, i Sri Lanka och i östra Indien.
Arten lever i låglandet och i bergstrakter upp till 2100 meter över havet. Den vistas i olika habitat som kan vara torr eller fuktiga.

## Ekologi
Individerna vilar i grottor, i bergssprickor i håligheter mellan murstenar som kan tillhöra byggnader eller fristående murar. Vid sovplatsen bildas mindre flockar med 2 till 3 medlemmar eller stora kolonier med några tusen individer. Tadarida aegyptiaca börjar jakten efter insekter tidigast under kvällen och är aktiv långt efter midnatt. Den kommer vanligen senare tillbaka till viloplatsen än de andra fladdermössen som lever i samma region. Arten jagar flygande insekter och andra ryggradslösa djur med hjälp av ekolokalisering. Vanliga byten är skalbaggar, flygande termiter, nattfjärilar, flugor, getingar och hopprätvingar. Ibland plockas vattenlevande insekter, spindlar eller insektslarver från grunden. Enligt uppskattningar når arten en höjd upp till 500 meter över marken.
Fladdermusen faller själv offer för ugglor och unga individer utan flugförmåga dödas troligen av ormar.
Parningen sker hos den sydafrikanska populationen i augusti och den enda ungen föds fyra månader senare i december. Den indiska populationen parar sig i maj eller juni och ungen föds i september eller oktober. Cirka en månad efter födelsen slutar honan med digivning och ungen blir efter ungefär 8 månader självständig. Könsmognaden infaller för honor efter ett år och för hanar efter två år. Den genomsnittliga livslängden för arter i familjen veckläppade fladdermöss är 10 år.